# Funkciós csoport
A szerves kémiában a funkciós csoport az atomok egy molekulán belüli olyan csoportja, amely az adott molekula jellemző kémiai reakcióiért felelős. Ugyanaz a funkciós csoport ugyanolyan vagy hasonló módon lép reakcióba, függetlenül attól, hogy mekkora molekulában van jelen, viszonylagos reakcióképességét azonban módosíthatják a közelében levő más funkciós csoportok.
A funkciós csoportok nevének és az alap szénhidrogén nevének kombinálásával a szerves vegyületek elnevezésére hatékony rendszeres nevezéktan hozható létre.
A funkciós csoportok atomjai egymáshoz és a molekula többi részéhez mindig kovalens kötéssel kapcsolódnak. Amikor atomok egy csoportja a molekula többi részéhez elsősorban ionos kötéssel kapcsolódik, akkor a csoportot helyesebb összetett ionnak vagy komplex ionnak nevezni.
A funkciós csoporthoz tartozó szénatomhoz csatlakozó első szénatomot alfa szénatomnak, a másodikat béta szénatomnak, a harmadikat gamma szénatomnak stb. nevezzük. Ha másik funkciós csoport is kapcsolódik egy szénatomhoz, akkor használhatjuk a görög betűs elnevezést, például a gamma-amino-vajsavban a gamma-amin a karboxilcsoporttól számított harmadik szénatomon található.

## Szintetikus kémia
A szerves kémiai reakciókat a reaktánsok funkciós csoportjai irányítják. Az alkilcsoportok általában kevéssé reakcióképesek és kevés kivételtől eltekintve nehéz szelektíven csak a kívánt helyen reakciót végezni rajtuk. Ezzel szemben a telítetlen szénatomok, valamint a szén-oxigén és szén-nitrogén kötést tartalmazó funkciós csoportok reakciói sokkal változatosabbak és szelektívek is. Előfordulhat, hogy egy molekula reakcióba viteléhez egy funkciós csoportot kell rajta létrehozni. Például a (8 szénatomos) izo-oktán (4 szénatomos) izobutánból történő szintéziséhez az izobutánt először izobuténné dehidrogénezik, melyben alkén funkciós csoport található. Az izobutén dimerizációs reakcióban izo-okténné alakítható, melyből katalitikus hidrogénezéssel izo-oktán állítható elő.

## Funkcionalizálás
A „funkcionalizálás” funkciós csoportoknak egy anyag felületére történő felvitele kémiai szintézis módszerekkel. A felvitt funkciós csoportok hagyományos szintézis módszerekkel módosíthatók, így a felületen szinte tetszőleges szerves vegyület kialakítható.
A funkcionalizálást az ipari anyagok felületének módosítására használják, hogy a kívánt felületi tulajdonságot elérjék – pl. víztaszító bevonat gépjárművek szélvédőjén vagy biológiailag nem szennyeződő, hidrofil bevonat kontaktlencséken. A funkciós csoportokat ezen kívül funkciós molekuláknak kémiai és biokémiai eszközök – pl. mikromátrixok és mikroelektromechanikai rendszerek – felületére kovalens kötéssel történő rögzítésére alkalmazzák.
Funkcionalizált anyagokra katalizátorok kapcsolhatók. Szilikát például alkil-szilikonokkal funkcionalizálnak, ahol az alkilláncon egy amin funkciós csoport is található. Az aminra egy ligandumot, például EDTA-fragmentumot lehet szintetizálni, amely komplexet alkothat egy fémionnal. Az EDTA nem adszorbeálódott a felületen, hanem állandó kémiai kötéssel van rögzítve.
A funkciós csoportokat a fentieken kívül fluoreszcens festékek, nanorészecskék, fehérjék, DNS és más vegyületek molekuláinak kovalens összekapcsolására is használják.

## Gyakori funkciós csoportok
A következő táblázat felsorolja a gyakrabban előforduló funkciós csoportokat. A képletekben szereplő R és R' szimbólum általában hidrogént vagy tetszőleges hosszúságú szénhidrogén oldalláncot jelöl, de néha tetszőleges atomcsoportra is utalhat.

## Szénhidrogének
Olyan funkciós csoportok, melyek csak szenet és hidrogént tartalmaznak, egymástól a pi-kötések számában és azok elhelyezkedésében különböznek. A különböző funkciós csoportok más típusú (és eltérő mértékű) reaktivitással rendelkezik.
| Kémiai osztály  | Csoport | Képlet       | Szerkezeti képlet | Előtag   | Utótag                  | Példa                        |
| --------------- | ------- | ------------ | ----------------- | -------- | ----------------------- | ---------------------------- |
| alkán           | alkil   | RH           | alkil             | alkil-   | -án                     | etán                         |
| alkén           | alkenil | R2C=CR2      | alkén             | alkenil- | -én                     | etilén (etén)                |
| alkin           | alkinil | RC≡CR'       | alkin             | alkinil- | -in                     | acetilén (etin)              |
| benzolszármazék | fenil   | RC6H5 RPh    | fenil             | fenil-   | -benzol                 | kumol (2-fenilpropán)        |
| toluolszármazék | benzil  | RCH2C6H5 RBn | benzil            | benzil-  | 1-(szubsztituens)toluol | benzil-bromid (1-brómtoluol) |

Számos elágazó láncú és gyűrűs alkilcsoport is létezik, melyeknek saját nevük van, pl. terc-butil, bornil, ciklohexil stb.
A szénhidrogénekből töltéssel rendelkező szerkezetek is képződhetnek: pozitívan töltött karbokationok vagy negatívan töltött karbanionok. Példák: tropilium és trifnilmetil kation, ciklopentadienil anion.

## Halogéneket tartalmazó csoportok
A telített halogénezett szénhidrogének közé olyan alkánszármazékok tartoznak, melyekben szén-halogén kötés található. Ez a kötés lehet viszonylag gyenge (a jódszármazékok esetében) vagy meglehetősen erős is (mint a fluorvegyületeknél). Általában a fluorozott vegyületek kivételével a telített halogénezett szénhidrogének könnyen vesznek részt nukleofil szubsztitúciós vagy eliminációs reakciókban. A reakcióképességet a szénatomon levő szubsztituensek, a szomszédos proton savassága, az oldószer stb. is befolyásolják.
| Kémiai osztály | Csoport | Képlet | Szerkezeti képlet | Előtag   | Utótag          | Példa                      |
| -------------- | ------- | ------ | ----------------- | -------- | --------------- | -------------------------- |
| halogénalkán   | halogén | RX     | halogenidcsoport  | halogén- | alkil-halogenid | klóretán (etil-klorid)     |
| fluoralkán     | fluor   | RF     | fluorcsoport      | fluor-   | alkil-fluorid   | fluormetán (metil-fluorid) |
| klóralkán      | klór    | RCl    | klórcsoport       | klór-    | alkil-klorid    | klórmetán (metil-klorid)   |
| brómalkán      | bróm    | RBr    | brómcsoport       | bróm-    | alkil-bromid    | brómmetán (metil-bromid)   |
| jódalkán       | jód     | RI     | jódcsoport        | jód-     | alkil-jodid     | jódmetán (metil-jodid)     |

## Oxigéntartalmú csoportok
A C-O kötést tartalmazó vegyületek reaktivitása eltérő, a C-O kötés helyzetétől és hibridizációjától függ, az sp2 hibridállapotú oxigén elektronvonzó, illetve az sp3 hibridállapotú oxigén elektrondonor sajátsága miatt.
| Kémiai osztály | Csoport             | Képlet | Szerkezeti képlet       | Előtag                         | Utótag                               | Példa                            |
| -------------- | ------------------- | ------ | ----------------------- | ------------------------------ | ------------------------------------ | -------------------------------- |
| savhalogenid   | halogénkarbonil     | RCOX   | savhalogenid            | halogénkarbonil- (haloformil-) | (-karbonil-halogenid) -oil-halogenid | acetil-klorid (etanoil-klorid)   |
| alkohol        | hidroxil            | ROH    | hidroxil                | hidroxi-                       | -ol                                  | metanol                          |
| keton          | karbonil, oxo       | RCOR'  | Keton                   | keto-, oxo-                    | -on                                  | metil-etil-keton (butanon)       |
| aldehid        | aldehid vagy formil | RCHO   | aldehid                 | formil-, oxo-                  | -karbaldehid, -al                    | acetaldehid (etanal)             |
| karbonát       | karbonát-észter     | ROCOOR | karbonát                |                                | alkil-karbonát                       |                                  |
| karboxilát     | karboxilát          | RCOO−  | karboxilát · karboxilát |                                | -oát                                 | nátrium-acetát (nátrium-etanoát) |
| karbonsav      | karboxil            | RCOOH  | karbonsav               | karboxi-                       | -sav -karbonsav                      | ecetsav (etánsav)                |
| éter           | éter                | ROR'   | éter                    | alkiloxi- (alkoxi-)            | alkil-alkil-éter                     | dietil-éter (etoxietán)          |
| észter         | észter              | RCOOR' | észter                  | aciloxi- alkiloxikarbonil-     | alkil-...karboxilát, alkil-alkanoát  | etil-butirát (etil-butanoát)     |
| hidroperoxid   | hidroperoxi         | ROOH   | hidroperoxi             | hidroperoxi-                   | alkil-hidroperoxid                   | metil-etil-keton-peroxid         |
| peroxid        | peroxi              | ROOR   | peroxi                  | (alkil/aril)peroxi-            | alkil-peroxid                        | di-terc-butil-peroxid            |

## Nitrogént tartalmazó csoportok
Az ebben a kategóriában felsorolt nitrogéntartalmú vegyületek tartalmazhatnak C-O kötést is, ilyenek például az amidok.
| Kémiai osztály   | Csoport           | Képlet         | Szerkezeti képlet                                         | Előtag                                                                     | Utótag                          | Példa                                             |
| ---------------- | ----------------- | -------------- | --------------------------------------------------------- | -------------------------------------------------------------------------- | ------------------------------- | ------------------------------------------------- |
| amid             | karbonsavamid     | RCONR2         | amid                                                      | karbamoil-                                                                 | -karboxamid, -amid              | acetamid (etánamid)                               |
| aminok           | primer amin       | RNH2           | primer amin                                               | amino-                                                                     | -amin                           | metil-amin (metánamin)                            |
| aminok           | szekunder amin    | R2NH           | szekunder amin                                            | amino-                                                                     | -amin                           | dimetil-amin                                      |
| aminok           | tercier amin      | R3N            | tercier amin                                              | amino-                                                                     | -amin                           | trimetil-amin                                     |
| aminok           | 4° ammónium ion   | R4N+           | kvaterner ammónium kation                                 | ammónio-                                                                   | -ammónium                       | kolin                                             |
| imin             | primer ketimin    | RC(=NH)R'      | imin                                                      | imino-                                                                     | -imin                           |                                                   |
| imin             | szekunder ketimin | RC(=NR)R'      | imin                                                      | imino-                                                                     | -imin                           |                                                   |
| imin             | primer aldimin    | RC(=NH)H       | imin                                                      | imino-                                                                     | -imin                           |                                                   |
| imin             | szekunder aldimin | RC(=NR')H      | imin                                                      | imino-                                                                     | -imin                           |                                                   |
| imid             | imid              | RC(=O)NC(=O)R' | imid                                                      | imido-                                                                     | -imid                           |                                                   |
| azid             | azid              | RN3            | szerves azid                                              | azido-                                                                     | alkil-azid                      | fenil-azid (azidobenzol)                          |
| azovegyület      | azo (diimid)      | RN2R'          | azo vegyület                                              | azo-                                                                       | -diazén[forrás?]                | metilnarancs (p-dimetilamino-azobenzolszulfonsav) |
| cianátok         | cianát            | ROCN           | cianát                                                    | cianáto-                                                                   | alkil-cianát                    | metil-cianát                                      |
| cianátok         | izocianid         | RNC            | izocianid                                                 | izociano-                                                                  | alkil-izocianid                 |                                                   |
| izocianátok      | izocianát         | RNCO           | izocianát                                                 | izocianáto-                                                                | alkil-izocianát                 | metil-izocianát                                   |
| izocianátok      | izotiocianát      | RNCS           | izotiocianát                                              | izotiocianáto-                                                             | alkil-izotiocianát              | allil-izotiocianát                                |
| nitrát           | nitrát            | RONO2          | nitrát                                                    | nitrooxi-, nitroxi-                                                        | alkil-nitrát                    | amil-nitrát (1-nitrooxipentán)                    |
| nitril           | nitril            | RCN            | nitril                                                    | ciano-                                                                     | -karbonitril (-cianid), -nitril | benzonitril (fenil-cianid)                        |
| nitrit           | nitrozooxi        | RONO           | nitrit                                                    | nitrozooxi-                                                                | alkil-nitrit                    | amil-nitrit (3-metil-1-nitrozooxibután)           |
| nitrovegyület    | nitro             | RNO2           | nitro                                                     | nitro-                                                                     |                                 | nitrometán                                        |
| nitrozo vegyület | nitrozocsoport    | RNO            | nitrozo                                                   | nitrozo-                                                                   |                                 | nitrozobenzol                                     |
| piridinszármazék | piridil           | RC5H4N         | 4-piridil csoport · 3-piridil csoport · 2-piridil csoport | 4-piridil (piridin-4-il) 3-piridil (piridin-3-il) 2-piridil (piridin-2-il) | -piridin                        | nikotin                                           |

## Foszfor- és kéntartalmú csoportok
A kén és foszfor tartalmú vegyületek sajátságos kémiai tulajdonságokat mutatnak, mivel ezek az atomok több kötés kialakítására képesek, mint a periódusos rendszerbeli könnyebb anologonjaik, az oxigén és nitrogén.
| Kémiai osztály       | Csoport   | Képlet       | Szerkezeti képlet | Előtag                              | Utótag                            | Példa                                  |
| -------------------- | --------- | ------------ | ----------------- | ----------------------------------- | --------------------------------- | -------------------------------------- |
| foszfin              | foszfino  | R3P          | tercer foszfin    | foszfino-                           | -foszfán                          | metilpropilfoszfán                     |
| foszfodiészter       | foszfát   | HOPO(OR)2    | foszfodiészter    | foszforsav di(szubsztituens) észter | di(szubsztituens) hidrogénfoszfát | DNS                                    |
| foszfonsav           | foszfono  | RP(=O)(OH)2  | foszfono csoport  | foszfono-                           | szubsztituens foszfonsav          | benzilfoszfonsav                       |
| Foszfát              | Foszfát   | ROP(=O)(OH)2 | foszfát csoport   | foszfo-                             |                                   | glicerinaldehid-3-foszfát              |
| szulfid vagy tioéter |           | RSR'         | szulfid csoport   | alkilszulfanil-                     | di(szubsztituens) szulfid         | dimetil-szulfid                        |
| szulfon              | szulfonil | RSO2R'       | szulfonil csoport | szulfonil-                          | di(szubsztituens) szulfon         | dimetil-szulfon (metilszulfonilmetán)  |
| szulfonsav           | szulfo    | RSO3H        | szulfonil csoport | szulfoniloxi-                       | szubstituens szulfonsav           | benzolszulfonsav                       |
| szulfoxid            | szulfinil | RSOR'        | szulfinil csoport | szulfinil-                          | di(szubsztituens) szulfoxid       | difenil-szulfoxid                      |
| tiol                 | szulfanil | RSH          | szulfhidril       | szulfanil- (merkapto-)              | -tiol                             | etántiol (etil-merkaptán)              |
| tiocianát            | tiocianát | RSCN         | tiocianát         | tiocianáto-                         | alkil-tiocianát                   |                                        |
| diszulfid            | diszulfid | RSSR'        | diszulfid         |                                     | alkil-alkil-diszulfid             | difenil-diszulfid 1,2-difenildiszulfán |

## Fordítás
- Ez a szócikk részben vagy egészben a Functional group című angol Wikipédia-szócikk ezen változatának fordításán alapul.  Az eredeti cikk szerkesztőit annak laptörténete sorolja fel. Ez a jelzés csupán a megfogalmazás eredetét és a szerzői jogokat jelzi, nem szolgál a cikkben szereplő információk forrásmegjelöléseként.

## Külső hivatkozások
- IUPAC Blue Book (organic nomenclature) Archiválva 2011. június 8-i dátummal a Wayback Machine-ben
- IUPAC ligand abbreviations (pdf)